# Малко попче
Малкото попче, наречено още далаче (Pomatoschistus minutus) достига на дължина до 80 mm и има тегло 3 – 5 гр. Тялото му е източено и закръглено. Разпространено е по европейското крайбрежие на Атлантическия океан, Средиземноморския басейн, включително и в Черно море. По българското крайбрежие се среща навсякъде. Малкото попче е крайбрежна дънна риба. Избягва осладнените води. Полово съзрява на възраст 1 година. Размножава се порционно през периода март – юли. Пределна възраст – 2 години.